# Applause (Lady Gaga)
Applause is een nummer van de Amerikaanse zangeres Lady Gaga. Het is geschreven en geproduceerd door Lady Gaga en Paul Blair voor het derde studioalbum Artpop, dat op 11 november 2013 uitkwam.

## Release
In juli 2013 maakte Lady Gaga via sociale media bekend dat de eerste single op maandag 19 augustus 2013 uitgebracht zou worden. In de aanloop gaf ze ook enkele regels songtekst vrij voor het publiek. Korte delen van het nummer lekten echter in slechte kwaliteit, waardoor er besloten werd de release te vervroegen naar 12 augustus. De uitgave van de videoclip van "Applause" werd echter wel behouden voor 19 augustus. De artworkregie ligt in de handen van de Nederlandse kunstenaars Inez & Vinoodh, die ook de clip regisseerden. Het livedebuut van het nummer vindt plaats op de MTV Video Music Awards van 2013.

## Tracklijst
| Nr. | Titel    | Duur  |
| --- | -------- | ----- |
| 1.  | Applause | 03:32 |

| Nr. | Titel                    | Duur  |
| --- | ------------------------ | ----- |
| 1.  | Applause                 | 03:32 |
| 2.  | Applause (instrumentaal) | 03:32 |

## Hitnoteringen

### Nederlandse Top 40
| Hitnotering: 24-08-2013 t/m 19-10-2013 | Hitnotering: 24-08-2013 t/m 19-10-2013 | Hitnotering: 24-08-2013 t/m 19-10-2013 | Hitnotering: 24-08-2013 t/m 19-10-2013 | Hitnotering: 24-08-2013 t/m 19-10-2013 | Hitnotering: 24-08-2013 t/m 19-10-2013 | Hitnotering: 24-08-2013 t/m 19-10-2013 | Hitnotering: 24-08-2013 t/m 19-10-2013 | Hitnotering: 24-08-2013 t/m 19-10-2013 | Hitnotering: 24-08-2013 t/m 19-10-2013 | Hitnotering: 24-08-2013 t/m 19-10-2013 |
| Week:                                  | 1                                      | 2                                      | 3                                      | 4                                      | 5                                      | 6                                      | 7                                      | 8                                      | 9                                      |                                        |
| -------------------------------------- | -------------------------------------- | -------------------------------------- | -------------------------------------- | -------------------------------------- | -------------------------------------- | -------------------------------------- | -------------------------------------- | -------------------------------------- | -------------------------------------- | -------------------------------------- |
| Positie:                               | 21                                     | 17                                     | 13                                     | 15                                     | 19                                     | 19                                     | 24                                     | 26                                     | 37                                     | uit                                    |

### NederlandseSingle Top 100
| Positie: | 15 | 18 | 19 | 23 | 26  | 37 | 42  | 46 | 62 | 55 | 59 |
| Week:    | 12 | 13 | 14 | 15 |     | 16 |     |    |    |    |    |
| Positie: | 62 | 66 | 64 | 73 | uit | 90 | uit |    |    |    |    |

## Releasedata
| Land                | Releasedatum      | Formaat        | Label                  |
| ------------------- | ----------------- | -------------- | ---------------------- |
| Canada              | 12 augustus 2013  | muziekdownload | Streamline, Interscope |
| Verenigde Staten    | 12 augustus 2013  | muziekdownload | Streamline, Interscope |
| België              | 13 augustus 2013  | muziekdownload | Universal Music        |
| Duitsland           | 13 augustus 2013  | muziekdownload | Universal Music        |
| Finland             | 13 augustus 2013  | muziekdownload | Universal Music        |
| Frankrijk           | 13 augustus 2013  | muziekdownload | Universal Music        |
| Ierland             | 13 augustus 2013  | muziekdownload | Universal Music        |
| Italië              | 13 augustus 2013  | muziekdownload | Universal Music        |
| Luxemburg           | 13 augustus 2013  | muziekdownload | Universal Music        |
| Nederland           | 13 augustus 2013  | muziekdownload | Universal Music        |
| Nieuw-Zeeland       | 13 augustus 2013  | muziekdownload | Universal Music        |
| Noorwegen           | 13 augustus 2013  | muziekdownload | Universal Music        |
| Oostenrijk          | 13 augustus 2013  | muziekdownload | Universal Music        |
| Portugal            | 13 augustus 2013  | muziekdownload | Universal Music        |
| Singapore           | 13 augustus 2013  | muziekdownload | Universal Music        |
| Spanje              | 13 augustus 2013  | muziekdownload | Universal Music        |
| Verenigd Koninkrijk | 13 augustus 2013  | muziekdownload | Universal Music        |
| Zweden              | 13 augustus 2013  | muziekdownload | Universal Music        |
| Zwitserland         | 13 augustus 2013  | muziekdownload | Universal Music        |
| Italië              | 19 augustus 2013  | radio          | Universal Music        |
| Verenigde Staten    | 20 augustus 2013  | radio          | Interscope             |
| Japan               | 11 september 2013 | cd             | Universal Music        |
| Duitsland           | 13 september 2013 | cd             | Universal Music        |
| Frankrijk           | 16 september 2013 | cd             | Universal Music        |
| Hong Kong           | 16 september 2013 | cd             | Universal Music        |
| Singapore           | 16 september 2013 | cd             | Universal Music        |
| Verenigd Koninkrijk | 16 september 2013 | cd             | Universal Music        |
| Zuid-Korea          | 18 september 2013 | cd             | Universal Music        |